# Roland Peil
Roland Peil (* 1967 in Essen) ist ein deutscher Schlagzeuger und Perkussionist. Bekannt wurde er unter anderem durch seine Zusammenarbeit mit den Fantastischen Vier, Sasha, Peter Maffay, Till Brönner und Florian Dauner sowie durch seine Welttournee mit Sarah Brightman. Er gilt als einer der „besten deutschen Perkussionisten“.

## Werdegang
Roland Peil wuchs in Düren auf und begann im Alter von zehn Jahren, Schlagzeug zu spielen. Von 1978 bis 1986 nahm er Unterricht in klassischer Perkussion und Schlagzeug bei Josef Offelder, Richard Herten und Detlev Landmann an der städtischen Musikschule in Düren. Von 1979 bis 1985 war er mehrmals Preisträger beim Bundeswettbewerb Jugend musiziert. Ab 1984 beschäftigte er sich mit lateinamerikanischer und brasilianischer Percussion, wofür er später Privatunterricht nahm bei Freddie Santiago, Martin Verdonk, Gumbi Ortiz und José Luis „Changuito“ Quintana sowie an Workshops mit Birger Sulsbrück und Alex Acuña teilnahm. 1986 machte er sein Abitur am Stiftischen Gymnasium Düren.
Peil war Mitglied im Landesjugendsinfonieorchester Nordrhein-Westfalen und im Bundesjugendorchester (BJO), mit dem er Tourneen in Deutschland, Spanien und Israel machte, sowie im JugendJazzOrchester NRW, mit dem er 1986 in den USA tourte.
Peil qualifizierte sich 1988 für die Mitgliedschaft im Bundesjazzorchester (BuJazzO), dem er bis 1991 als Erster Schlagzeuger angehörte. Außerdem spielte er Schlagzeug und Perkussion in verschiedenen Bigbands, etwa in der Yamaha Bigband Hamburg, im Paul Kuhn Orchester, in Peter Herbolzheimers Rhythm Combination & Brass, in der WDR Big Band Köln, in der Bigband der Musikhochschule Köln, in Günter Noris’ Gala Big Band, in der NDR Bigband und hr-Bigband, der Hard Days Night Bigband und im German Jazz Orchestra.
Von 1988 bis 1992 studierte Peil an der Staatlichen Hochschule für Musik in Köln, unter anderem Jazzdrums und Schlagzeug bei Michael Küttner. 1993 präsentierte er anlässlich der Eröffnung der Eishockey-Weltmeisterschaft 1993 in der Dortmunder Westfalenhalle sein Soloprojekt, Heroes in Toyland. Seit 1995 unternahm er mehrere Studienaufenthalte in Kuba. 1996/1997 leitete er das von ihm gegründete Kulturaustauschprojekt Agua de Colonia mit deutschen und kubanischen Musikern in Havanna.

## Wirken
1999 begann seine Zusammenarbeit mit der Stuttgarter Hip-Hop-Band Die Fantastischen Vier (Fanta4), unter anderem wirkte er im Jahr 2000 bei deren MTV-Unplugged-Album mit. 2003 war Peil Gastdozent an der Staatlichen Hochschule für Musik in Stuttgart. Im Jahr 2004 begleitete er die englische Sopranistin Sarah Brightman bei einer Welttournee.
Peils Zusammenarbeit mit dem deutschen Jazz-Trompeter Till Brönner und dessen Band begann 2005. In den Jahren 2006 und 2007 war er an der CD-Produktion und der Tournee Begegnungen – Eine Allianz für Kinder mit Peter Maffay und 14 Künstlern aus aller Welt beteiligt. Gemeinsam mit dem Fanta4-Schlagzeuger Florian „Flo“ Dauner trat er auch als Duo auf, wie zum Beispiel beim Meinl Drum Festival 2007. Die von ihm gemeinsam mit dem kubanischen Sänger Eduardo Duquesne gegründete, achtköpfige Band Calvimetro entwickelte  eine Mischung aus traditionellem kubanischem Son und Einflüssen aus Dance-House-Fun-Jazz, und hatte bislang vor allem im west- und norddeutschen Raum mehrere Auftritte.
Peil arbeitete mit zahlreichen lokalen Bands im Kölner Raum zusammen sowie mit national und international bekannten Künstlern wie Peter Alexander, Klaus Doldinger, Charlie Mariano, Chaka Khan, Randy Brecker, Wolf Maahn, Peter Fessler, Joe Sample, Orange Blue, Grooveminister, Pointer Sisters, Andres Ballinas, Reiner Witzel oder Ike Stubblefield.
Roland Peil lebt seit 1988 in Köln und ist verheiratet. Er ist der Bruder des Gitarristen und Sängers Florian Peil (Peilomat, Kasalla).

## Diskografie (Auswahl)
Roland Peil ist auf zahlreichen Studio- und Live-Produktionen vertreten. Die folgende Liste stellt daher nur eine Auswahl seiner wichtigsten Veröffentlichungen dar.
CDs
- Frank Nimsgern: feat. Billy Cobham & Chaka Khan
- Nazareth: No Jive
- Peter Fessler: My Songs
- Hazel O’Connor: to be freed
- Leon Delray: Autumn in June
- Purple Schultz: Spaß beiseite?
- Peter Herbolzheimer RC&B feat. Dianne Reeves: Friends
- Scetches: Different Places
- Scetches: Don’t ask just play
- Scetches: Power to the people
- Metro: Metro
- Marco Ribaldi: Sunset Boulevard
- Reiner Witzel Group: passage to the ear
- Reiner Witzel’s Venue: future shades of jazz
- Udo Schild: Morning
- Grooveminister: Das Maß aller Dinge
- Schäl Sick Brass Band: Tschupun
- Naked Lunch: love junkies
- Liquido: Liquido
- Kisha: Kisha
- Vinyl Vibes meet Monty Alexander: Mojo Club The Remix Album
- Jack Radics: no matter
- Keimzeit: smart und gelassen warten
- Thomas D: Nachtflug (Remix)
- Turntablerocker: Classic
- Jack Radics: Always around
- Bläck Fööss: Mer bruche keiner
- Savor: Vinyl Vibes remix
- Die Fantastischen Vier: Unplugged
- Philip Boa & the Voodooclub: The Red
- Cafe du Sport: Jazzquartett
- No Angels: when the angels swing
- Christina Lux: Pure Love
- Titz: Titz
- Guano Apes: walking on a thin line
- Charlie Mariano: When the sun comes out
- De Bläck Fööss: Live in der Kölnarena
- Die Fantastischen Vier: Live in Stuttgart 2003
- Jeff Cascaro: Soul of a Singer
- Juli: Ein neuer Tag
- Gregorian: Live in Prague
- Sarah Brightman: Live in Las Vegas 2004
- Peter Maffay: Begegnungen
- Sarah Connor: Soulicious
- Till Brönner: The Christmas Album
- Die Fantastischen Vier: VIEL LIVE
- Sarah Brightman: Symphony
- Die Fantastischen Vier: Heimspiel 2009
- Fred Wesley: With a little help of my friends
- Peilomat: IcHERZähler
- Unheilig: MTV Unplugged: Unter Dampf – Ohne Strom

DVDs
- Die Fantastischen Vier: unplugged
- De Bläck Fööss: Live in der Kölnarena
- Sascha: Livebeats
- No Angels: When the Angels swing
- Phil Maturano: Afro Cuban Drumming – An Overview for the Drumset (Instructional DVD)
- Sarah Brightman: Live from Las Vegas
- Till Brönner: One Night in Berlin
- Die Fantastischen Vier: VIEL LIVE
- Gregorian: Live at Kreuzenstein Castle
- Die Fantastischen Vier: Fornika für alle Live
- Sarah Brightman: Live in Vienna
- Die Fantastischen Vier: Heimspiel 2009
- Die Fantastischen Vier: Live in 3D
- Yello: "Live at Montreux Jazz Festival July 12 2017"